# Iturrain
Iturrain es un despoblado que actualmente forma parte del concejo de Durana, que está situado en el municipio de Arrazua-Ubarrundia, en la provincia de Álava, País Vasco (España).

## Toponimia
A lo largo de los siglos también ha sido conocido con los nombres de Iturrayn, Ituiraran e Ituyraran.

## Historia
Documentado desde 1257, para mediados del siglo XVII ya estaba despoblado.
Actualmente sus tierras son conocidas con el topónimo de Iturrain.